# デリッカー
デリッカーとは、日本で発祥した男性のストリートファッションのひとつ。語源はサイケデリックの「デリック」を人称化した造語。原色や蛍光色を使った服装でサイケデリックトランスと呼ばれるダンスミュージックで好まれたクラブファッションがルーツ。日本のストリートファッションであるお兄系に1960年代のファッションのテイストを取り入れたスタイル。

## 解説
「お兄系」に「ヒッピー」や「サイケ調」を加えたスタイルで、ジャケットにデニム、シャツ、ブーツといったお兄系の基本を踏まえつつ、デニムはヒッピーテイストのデニムで、ターコイズなどの民族風のアクセサリーをつける。
ギャル男と重なる部分も多く「デリッカー・スタイル」の流行によって、ギャル男とお兄系の境界線は曖昧になってきている。2004年末頃から日本のストリートで見られるようになってきた。

## 定番的なデリッカー・スタイル

デリッカーファッション

デリッカーファッションでは、特にファー付ジャケットや、プリントシャツ、タイトなパンツ、トンガリ系のブーツなどが必須アイテムとなる。
ジーンズなどに赤や青などカラフルなシャツとを組み合わせる。花柄やアニマルプリント、橙色などの派手目な柄を好む傾向にある。

## デリッカー・スタイルに影響を与えたヒッピー＆サイケデリック・ムーブメント
1960年代後期に流行したヒッピー＆サイケデリック・ムーブメントに日本のストリートファッションであるお兄系が影響を受けて誕生したのが『デリッカー・スタイル』である。
ヒッピー・スタイル (hippy style)
1960年代後半にアメリカ中心に台頭したヒッピー族が実践した生活スタイルをいう。ファッション的には長髪やひげ、ジーンズ、ウッド・ビーズ、フリンジ使いなどが特徴的なスタイルで、日本でも1960年代後半〜1970年代にかけて流行した。
サイケデリック・ファッション (psychedelic fashion)
1960年代末ごろヒッピー文化とも関連して流行った幻覚剤使用による酩酊・恍惚状態で得られる独特の幻想美をサイケデリック・アートという。サイケデリック・アート風の流動的な抽象パターンや原色・蛍光色づかいをプリントなどに取り入れたファッションをサイケデリック・ファッションという。ヒッピー文化と融合するムーヴメント。

## デリッカー・スタイルの人が好むブランド
- FUGA
- gazelle Head